# Kokašice
Kokašice es una localidad del distrito de Tachov, en la región de Pilsen, República Checa. Tiene una población estimada, a principios del año 2021, de 273 habitantes. 
Está ubicada al noroeste de la región, en la cuenca hidrográfica del río Mže —una de las fuentes del río Berounka—, y cerca de la frontera con la región de Karlovy Vary y el Estado alemán de Baviera.